# اوسکوو
اوسکوو (به لاتین: Uskovo) یک منطقهٔ مسکونی در روسیه است که در سرزمین آلتای واقع شده‌است.